# Barcragujn chumb (2025/2026)
Ten artykuł dotyczy trwającego lub niedawnego wydarzenia sportowego. Informacje w nim zamieszczone mogą się zmienić lub zdezaktualizować wraz z postępem zdarzenia. Początkowe doniesienia, wyniki lub statystyki mogą być niepewne. Ostatnie aktualizacje do tego artykułu mogą nie odzwierciedlać najbardziej aktualnych informacji.
Barcragujn chumb 2025/2026 (ze względów sponsorskich zwana jako Fastex Armenian Premier League) – 34. sezon najwyższej klasy rozgrywkowej w Armenii w piłce nożnej.
Bierze nim udział 10 drużyn, które od 1 sierpnia 2025 do 28 maja 2026 rozegrają 33 kolejek meczów. Obrońcą tytułu jest drużyna Noah Erywań.

## Format rozgrywek
Dziesięć uczestniczących drużyn zagra ze sobą trzykrotnie.
Zwycięzca ligi zostaje mistrzem Armenii i kwalifikuje się do I rundy kwalifikacyjnej Ligi Mistrzów UEFA.
Drużyna, która zajmie drugie, trzecie miejsce i zdobywca Pucharu Armenii, kwalifikuje się do I rundy kwalifikacyjnej Ligi Konferencji Europy UEFA.
W przypadku zdobycia pucharu przez drużynę, która zapewniła sobie grę w europejskich pucharach, awans otrzymuje czwarta drużyna rozgrywek.
Do niższej ligi spada bezpośrednio ostatnia drużyna(Հոդված 6.06.).

## Drużyny
| Uczestnicy poprzedniej edycji | Uczestnicy poprzedniej edycji | Uczestnicy poprzedniej edycji | Uczestnicy poprzedniej edycji |
| --- | ----------------------------- | ----------------------------- | ----------------------------- |
| NOA | Noah Erywań                   | Erywań                        | 1                             |
| ARM | Ararat-Armenia                | Erywań                        | 2                             |
| URA | Urartu Erywań                 | Erywań                        | 3                             |
| PIU | Piunik Erywań                 | Erywań                        | 4                             |
| WAN | Wan Czarencawan               | Czarencawan                   | 5                             |
| BKM | BKMA Erywań                   | Erywań                        | 6                             |
| SZI | Szirak Giumri                 | Giumri                        | 7                             |
| ARA | Ararat Erywań                 | Erywań                        | 8                             |
| ALA | Alaszkert                     | Erywań                        | 9                             |
| GDZ | Gandzasar Kapan               | Kapan                         | 11                            |
| Oznaczenia: - kolumna pierwsza – skróty nazw drużyn, - kolumna trzecia – siedziba klubu, - kolumna czwarta – miejsce zajęte w poprzednim sezonie. |                               |                               |                               |

## Tabela
| Lp. | Drużyna               | M | Z | R | P | B+ | B– | +/– | Pkt | Kwalifikacja lub spadek                        |
| --- | --------------------- | - | - | - | - | -- | -- | --- | --- | ---------------------------------------------- |
| 1   | Urartu Erywań         | 3 | 2 | 1 | 0 | 4  | 1  | +3  | 7   | Liga Mistrzów UEFA • I runda kwalifikacyjna    |
| 2   | Noah Erywań           | 2 | 2 | 0 | 0 | 8  | 1  | +7  | 6   | Liga Konferencji UEFA • I runda kwalifikacyjna |
| 3   | BKMA Erywań           | 2 | 1 | 1 | 0 | 3  | 2  | +1  | 4   | Liga Konferencji UEFA • I runda kwalifikacyjna |
| 4   | Piunik Erywań         | 2 | 1 | 1 | 0 | 2  | 1  | +1  | 4   |                                                |
| 5   | Wan Czarencawan       | 3 | 1 | 1 | 1 | 1  | 2  | −1  | 4   |                                                |
| 6   | Alaszkert Erywań      | 2 | 1 | 0 | 1 | 4  | 2  | +2  | 3   |                                                |
| 7   | Ararat-Armenia Erywań | 1 | 0 | 1 | 0 | 0  | 0  | 0   | 1   |                                                |
| 8   | Gandzasar Kapan       | 3 | 0 | 1 | 2 | 2  | 6  | −4  | 1   |                                                |
| 9   | Ararat Erywań         | 3 | 0 | 1 | 2 | 1  | 5  | −4  | 1   |                                                |
| 10  | Szirak Giumri         | 3 | 0 | 1 | 2 | 1  | 6  | −5  | 1   | spadek do Araczin chumb                        |

## Wyniki spotkań
| Gospodarz \ Gość      | ALA | ARA | AAR | BKM | GAN | NOA | PYU | SHI | URA | VAN | ALA | ARA | AAR | BKM | GAN | NOA | PYU | SHI | URA | VAN |
| --------------------- | --- | --- | --- | --- | --- | --- | --- | --- | --- | --- | --- | --- | --- | --- | --- | --- | --- | --- | --- | --- |
| Alaszkert Erywań      |     | 3–0 |     |     |     |     | 1–2 |     |     |     |     |     |     |     |     |     |     |     |     |     |
| Ararat Erywań         |     |     |     |     |     |     |     |     |     | 0–1 |     |     |     |     |     |     |     |     |     |     |
| Ararat-Armenia Erywań |     |     |     |     |     |     |     |     |     |     |     |     |     |     |     |     |     |     |     |     |
| BKMA Erywań           |     |     |     |     |     |     |     | 2–1 | 1–1 |     |     |     |     |     |     |     |     |     |     |     |
| Gandzasar Kapan       |     | 1–1 |     |     |     |     |     |     |     |     |     |     |     |     |     |     |     |     |     |     |
| Noah Erywań           |     |     |     |     | 4–1 |     |     | 4–0 |     |     |     |     |     |     |     |     |     |     |     |     |
| Piunik Erywań         |     |     |     |     |     |     |     |     |     |     |     |     |     |     |     |     |     |     |     |     |
| Szirak Giumri         |     |     |     |     |     |     | 0–0 |     |     |     |     |     |     |     |     |     |     |     |     |     |
| Urartu Erywań         |     |     |     |     | 1–0 |     |     |     |     |     |     |     |     |     |     |     |     |     |     |     |
| Wan Czarencawan       |     |     | 0–0 |     |     |     |     |     | 0–2 |     |     |     |     |     |     |     |     |     |     |     |

## Najlepsi strzelcy
| Bramki | Strzelcy         | Drużyna          |
| ------ | ---------------- | ---------------- |
| 2      | Luke Merrill     | Gandzasar Kapan  |
| 2      | Karen Nalbandyan | Alaszkert Erywań |
| 2      | Virgile Pinson   | Noah Erywań      |

Źródło: 

## Stadiony
| Alaszkert Erywań  |
| ----------------- |
| Stadion Alaszkert |
|                   |

| Ararat Erywań Piunik Erywań |
| --------------------------- |
| im. Wazgena Sarkisjana      |
|                             |

| Ararat-Armenia Erywań BKMA Erywań |
| --------------------------------- |
| Stadion Akademii Piłkarskiej      |
|                                   |

| Gandzasar Kapan   |
| ----------------- |
| Stadion Gandzasar |
|                   |

| Noah Erywań    |
| -------------- |
| Stadion Kotajk |
|                |

| Szirak Giumri   |
| --------------- |
| Stadion Miejski |
|                 |

| Urartu Erywań  |
| -------------- |
| Stadion Urartu |
|                |

| Wan Czarencawan |
| --------------- |
| Stadion miejski |
|                 |

Źródło: .